# Tracy McGrady
Tracy Lamar McGrady Jr. (* 24. Mai 1979 in Bartow, Florida), genannt T-Mac, ist ein ehemaliger US-amerikanischer Basketballspieler, der zwischen 1997 und 2013 in der NBA aktiv war. McGrady gehörte in den 2000er Jahren zu den besten und populärsten Spielern der NBA, und war in den Saisons 2003 und 2004 jeweils Top-Scorer der Liga. Er wurde in seiner Karriere unter anderem sieben Mal zum NBA-All-Star– und dreimal ins All NBA First-Team gewählt und gewann 2001 den NBA Most Improved Player Award. Im September 2017 wurde McGrady in die Naismith Memorial Basketball Hall of Fame aufgenommen.

## NBA-Karriere

### Toronto Raptors
McGrady wechselte von der High School in die NBA und übersprang damit den Schritt über das College. Er wurde an neunter Stelle des NBA-Drafts 1997 von den Toronto Raptors ausgewählt. In seinen ersten beiden Jahren bei den Toronto Raptors lag sein Punktedurchschnitt unter zehn Punkten pro Spiel, da der junge Spieler selten in der Startaufstellung stand und im Schnitt pro Spiel nur 13 Minuten Spielzeit bekam. In der Saison 1998/99 spielte er mit seinem Cousin Vince Carter zusammen, der in diesem Jahr zum Rookie of the Year gewählt wurde.
McGrady schaffte seinen Durchbruch in der NBA in der Saison 1999/2000. Er stand in 34 von 79 Spielen in der Startaufstellung und erzielte durchschnittlich 15,4 Punkte pro Spiel. Im selben Jahr wurde er beim Slam Dunk Contest Dritter hinter Vince Carter und Steve Francis. Ebenfalls in der Saison 1999/2000 führten McGrady und Vince Carter die Toronto Raptors zum ersten Mal in ihrer Teamgeschichte in die NBA-Playoffs. Sie unterlagen jedoch in der ersten Runde in drei Spielen gegen die New York Knicks. Nach der Saison wurde McGrady, der bei den Toronto Raptors im Schatten seines Cousins Vince Carter stand, ein sogenannter „Free Agent“ (= ein Spieler ohne Vertrag). Er hatte Interesse daran geäußert, in der Nähe seiner Familie und Freunde in seinem Heimatstaat Florida spielen zu wollen.

### Orlando Magic
Am 3. August 2000 wurde McGrady in einem „Sign-and-Trade“-Deal (Die Raptors bei dem McGradys Vertrag ausgelaufen war, unterschrieben mit ihm einen neuen Vertrag um ihn dann direkt in einem Wechsel eintauschen zu können) für einen First-Round-Pick zu den Orlando Magic getauscht. In Orlando spielte er mit Grant Hill, einem der damals besten Small Forwards der NBA zusammen, welchen die Magic zuvor als Free Agent unter Vertrag genommen hatten. Grant Hill zog sich jedoch eine Knöchelverletzung zu und konnte nur vier Spiele in der Saison 2000/01 absolvieren, wodurch McGrady die Chance bekam, das Team anzuführen. Dies führte zu seiner ersten Teilnahme als Starter für die Eastern Conference in einem All-Star-Game. Als Belohnung für seinen Durchbruch wurde ihm am Ende der Saison der NBA Most Improved Player Award zuerkannt – eine Auszeichnung für den Spieler, der sich ligaweit am meisten im Vergleich zum Vorjahr steigern konnte. Trotz McGradys Steigerung verloren die Orlando Magic in der ersten Runde der NBA-Playoffs 2000/01 gegen die Milwaukee Bucks.
In der folgenden Saison ließ McGradys Leistung nicht nach. McGrady wurde erneut in das NBA All-Star Game gewählt und am Ende der Saison in das All-NBA First Team. Sein Punkteschnitt in dieser Saison lag bei 26 Punkten pro Spiel. Zum Saisonende reichte es erneut nicht für die zweite Runde der NBA Playoffs, da die Orlando Magic sich in der ersten Runde den Charlotte Hornets geschlagen geben mussten.
In der Saison 2002/03 erhöhte McGrady seinen Punktedurchschnitt auf 32,1 Punkte pro Spiel und sicherte sich den NBA Scoring-Titel, die Auszeichnung für den Spieler mit dem höchsten Punkteschnitt der Saison. Er war der jüngste Spieler seit der Verschmelzung der NBA mit der ABA, der diese Auszeichnung gewann. Trotz dieser persönlichen Bestleistungen reichte es ein weiteres Mal nicht für die zweite Runde der NBA Playoffs. Die Orlando Magic hatten in der ersten Runde der NBA-Playoffs der Saison 2002/03 eine 3:1-Führung in der Best-of-seven-Serie gegen die Detroit Pistons herausgespielt, verloren jedoch die folgenden drei Spiele.
In der Saison 2003/04 gewann McGrady erneut den NBA Scoring Titel mit einem Punktedurchschnitt von 28 Punkten pro Spiel und erzielte im selben Jahr, am 10. März 2004, seine Karrierebestleistung von 62 Punkten in einem Spiel gegen die Washington Wizards. Mit dieser Leistung wurde er zum erst vierten Spieler in den letzten zwölf Jahren, der über 60 Punkte in einem Spiel erzielte. Trotz der guten Einzelleistungen McGradys verpassten die Magic in dieser Saison die Playoffs komplett, weshalb es innerhalb der Franchise zu Konflikten zwischen McGrady und dem General Manager kam.

### Houston Rockets
Am 29. Juni 2004 wurden Tracy McGrady, Juwan Howard, Tyronn Lue und Reece Gaines in einem Sieben-Spieler-Trade zu den Houston Rockets geschickt. Für diese vier Spieler erhielten die Orlando Magic Steve Francis, Cuttino Mobley und Kelvin Cato. Mit seinem neuen Teamkameraden Yao Ming beendete McGrady die Saison 2004/05 auf dem fünften Platz in der Western Conference. Am 9. Dezember 2004 erzielte McGrady 13 Punkte in den letzten 33 Sekunden in einem Spiel gegen die San Antonio Spurs, indem er vier aufeinanderfolgende Dreier – obwohl er in einem Fall sogar während des Wurfs gefoult worden war – verwandelte. Die Houston Rockets entschieden dieses Spiel mit 81:80 für sich. Obwohl er in den NBA-Playoffs dieser Saison (2004/05) einen Schnitt von 30,7 Punkten, 7,4 Rebounds und 6,7 Assists erzielte, reichte es erneut nicht für die zweite Runde. Die Houston Rockets mussten sich in sieben Spielen den Dallas Mavericks geschlagen geben.

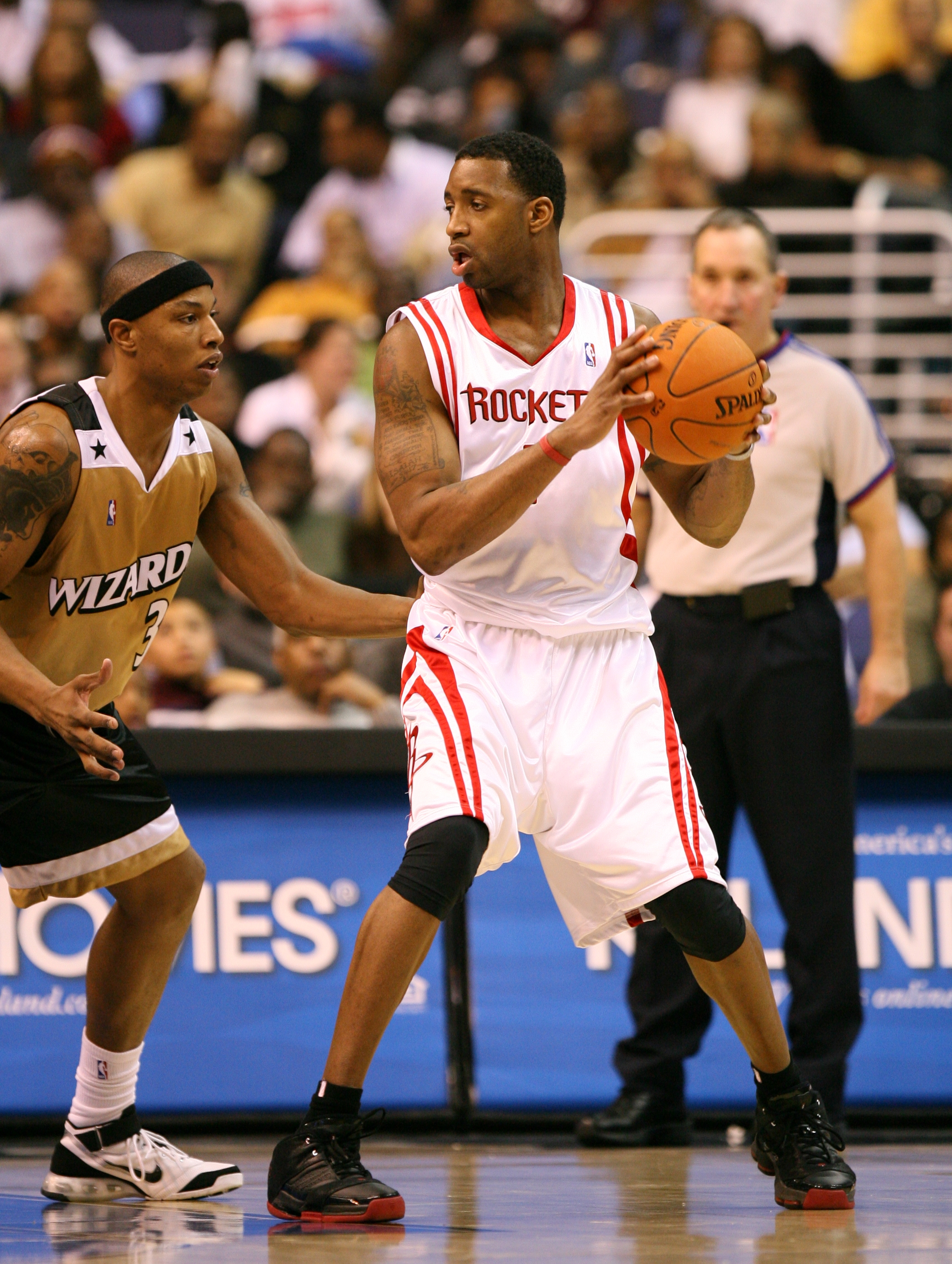
McGrady im Duell mit Caron Butler (2006)

Zu Beginn der Saison 2005/06 verpasste McGrady acht Spiele wegen Krämpfen im Rücken. Am 8. Januar 2006 wurde er wegen starker Rückenschmerzen in der Halbzeit eines Spiels gegen die Denver Nuggets in ein Krankenhaus gebracht. Trotzdem wurde er erneut in das All-Star Game gewählt.
Die Saison 2006/07 begann ähnlich wie die vorhergehende. McGrady setzte sieben Spiele wegen Rückenkrämpfen aus. Yao Ming war in dieser Zeit die erste Option der Houston Rockets, musste aber selbst aufgrund einer schweren Beinverletzung pausieren. McGrady verbesserte sich in dieser Zeit stark und etablierte sich erneut als einer der besten Spieler der NBA, indem er die Houston Rockets zum fünften Platz in der Western Conference führte. Am 29. Dezember 2006 wurde er zum drittjüngsten Spieler in der Geschichte der NBA, der in seiner Karriere 14.000 Punkte und 4000 Rebounds erzielt hatte. In den Playoffs verloren die Houston Rockets erneut in der ersten Runde in sieben Spielen, diesmal gegen die Utah Jazz.
In der Saison 2007/08 hatten die Houston Rockets mit zahlreichen Verletzungen zu kämpfen. Yao Ming war bis Februar 2008 nicht einsatzbereit. Trotz dieser zahlreichen Verletzungsprobleme gewannen die Houston Rockets zu einem Zeitpunkt der Saison 22 aufeinanderfolgende Spiele. In diesem Jahr verloren die Rockets erneut gegen die Utah Jazz in der ersten Runde der NBA-Playoffs, diesmal in sechs Spielen. Trotz mehrerer leichter Verletzungen verzeichnete McGrady im sechsten Spiel dieser Serie 40 Punkte und zehn Rebounds für sich.
Im Mai 2008 wurde McGrady an seiner linken Schulter und an seinem linken Knie operiert. Im Februar 2009 wurde McGrady erneut am linken Knie operiert und verpasste den Rest der Saison 2008/09. Obwohl die Houston Rockets auf McGrady verzichten mussten, bezwangen sie in der ersten Runde der NBA-Playoffs die Portland Trail Blazers mit 4:2. In der zweiten Runde mussten sie sich jedoch in sieben Spielen den Los Angeles Lakers geschlagen geben, die in weiterer Folge die NBA-Playoffs für sich entschieden. McGrady hatte wegen seiner Verletzungen in der Saison 2009/10 nur sechs Spiele im Trikot der Houston Rockets absolviert, bevor er am 18. Februar 2010 zu den New York Knicks getradet wurde.

### NY Knicks, Detroit Pistons, Atlanta Hawks
Tracy McGrady wurde im Rahmen eines drei Teams umfassenden Trades von den Houston Rockets an die New York Knicks weitergegeben. Am 20. Februar 2010 gab er sein Debüt für die Knicks im Spiel gegen die Oklahoma City Thunder im Madison Square Garden in New York. Er erzielte 26 Punkte, fünf Assists und vier Rebounds in 32 Minuten, allerdings verloren die Knicks das Spiel in der Verlängerung.
Am 16. August 2010 unterzeichnete Tracy McGrady in der Off-Season einen Einjahresvertrag bei den Detroit Pistons. Am 14. Januar 2011 erzielte er seine persönliche Saisonbestleistung von 22 Punkten bei einem 101:95-Sieg gegen die Toronto Raptors. Er erzielte für die Pistons in 72 Spielen 8,0 Punkte, 3,5 Rebounds und 3,5 Assists.
Nach dem Ende des Lockouts 2011 verpflichteten die Atlanta Hawks McGrady. Er unterschrieb einen Vertrag über ein Jahr und sollte bei den Hawks für Entlastung von der Bank sorgen und Jamal Crawford ersetzen. Er konnte jedoch auch in Atlanta nicht mehr an seine guten Leistungen anknüpfen und erzielte 5,3 Punkte in 16 Minuten pro Spiel.

### China-Intermezzo, NBA-Rückkehr und Rücktritt
Nach der Saison wurde sein Vertrag nicht verlängert. Nachdem Angebote von anderen Teams ausgeblieben waren, wechselte McGrady am 9. Oktober 2012 nach China zu den Qingdao Eagles. Dort übernahm er wieder eine sportlich dominantere Rolle in seinem Team und wurde einer der Topscorer der Liga. Nach dem Ende der Saison kehrte er in die USA zurück.
Im April 2013 wurde er von den San Antonio Spurs gegen Ende der Regular Season verpflichtet. Dort sollte er als Ersatz des kürzlich zuvor entlassenen Stephen Jackson fungieren und von der Bank für Punkte und Entlastung der Starting Five sorgen. Er erhielt bei den Spurs das Trikot mit der Nummer 1. Für die Spurs kam McGrady in 6 Playoffspielen zum Einsatz. Er erreichte mit den Spurs das NBA-Finale, wo man den Miami Heat unterlag.
Am 26. August 2013 beendete McGrady seine NBA-Karriere. Der zu diesem Zeitpunkt 34-Jährige beendete seine NBA-Laufbahn mit einem Schnitt von 19,7 Punkten, 5,6 Rebounds und 4,4 Assists pro Spiel.

## Persönliches und Trivia
McGrady und Vince Carter sind Cousins zweiten Grades durch die Heirat von Vorfahren. Der Schwiegervater der Großmutter von Carter ist der Bruder der Großmutter von McGrady. Davon hatten McGrady und Carter anfänglich keine Kenntnis, wobei die beiden im gleichen US-Bundesstaat Florida aufwuchsen, unterhielten die jeweiligen Familien davor keine Kontakte. McGrady trainierte als Highschool-Schüler in North Carolina unter anderem auch auf dem Campus der NCSU, wo Carter als College-Basketballspieler tätig war und freundeten sich dort mit ihm an. Danach erfuhren sie durch ein Familientreffen der McGradys über die Großmutter vor dem NBA Draft 1997, dass sie verwandt sind. Nach NBA Draft 1998 wurde Carter zur Mannschaft von McGrady getradet und danach spielten sie zwei Saisons gemeinsam, auch 2003 in der Basketballnationalmannschaft der Vereinigten Staaten.
McGrady und die Unternehmerin Clarenda Harris heirateten am 12. September 2006 im mexikanischen Los Cabos und haben vier gemeinsame Kinder: zwei Töchter und zwei Söhne. Die beiden Söhne Laymen Lamar und Layden entwickeln sich wie ihr Vater davor auch zu Basketballspielern.

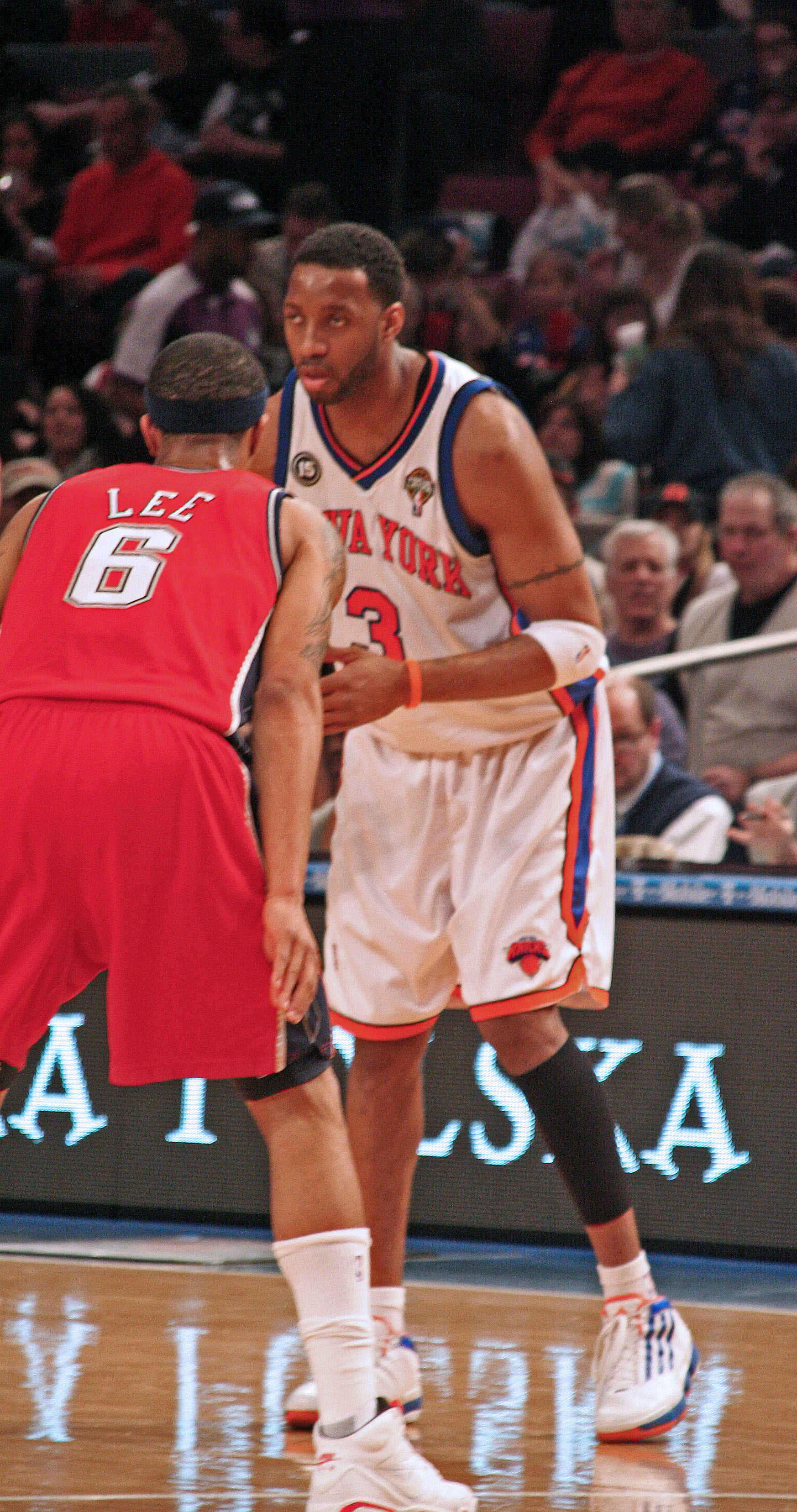
Im Verlauf seiner Karriere war McGrady unter anderem für die Knicks aktiv mit der Trikotnummer 3.

McGrady reiste im Rahmen des „ENOUGH“-Projekts in den Tschad zu verschiedenen Flüchtlingslagern von Menschen aus Darfur. Er setzt sich aktiv dafür ein, dass die Schulen in diesen Flüchtlingslagern Partnerschulen in den Vereinigten Staaten von Amerika bekommen und einander fördern. 2009 änderte er seine Trikotnummer zur Nummer 3, um seinen humanitären Einsatz in der Region Darfur im Sudan als auch einen Dokumentarfilm über einen seiner Besuch eines solchen Camps festzuhalten. Die Dokumentation heißt „3 Points“.
Seit dem 11. Dezember 2024 ist McGrady Minderheitseigentümer des NFL-Teams der Buffalo Bills.

## Erfolge
- 4 × NBA Player of the Month: Februar 2001; Februar, November 2002; März 2003
- 7 × NBA All-Star: 2001–2007
- 1 × Most Improved Player: 2001
- 12 × NBA Player of the Week davon …
  - 1 × 2002: Kalenderwoche 11
  - 4 × 2003: Kalenderwochen 8, 10, 15, 51
  - 4 × 2005: Kalenderwochen 2, 5, 10, 15
  - 2 × 2007: Kalenderwochen 15, 44
  - 1 × 2008: Kalenderwoche 10
- 7 × All-NBA Team davon …
  - 2 × All NBA First-Team: 2002, 2003
  - 3 × All NBA Second-Team: 2001, 2004, 2007
  - 2 × All NBA Third-Team: 2005, 2008[25]
- 2 × NBA Scoring Champion: 2003, 2004